# Diocesi di Tarasa di Numidia
La diocesi di Tarasa di Numidia (in latino Dioecesis Tarasensis in Numidia) è una sede soppressa e sede titolare della Chiesa cattolica.

## Storia
Tarasa di Numidia, forse identificabile con Henchir-Tarsa nell'odierna Algeria, è un'antica sede episcopale della provincia romana di Numidia.
È certamente attribuibile a questa sede il vescovo Cresconio, il cui nome figura al 53º posto nella lista dei vescovi della Numidia convocati a Cartagine dal re vandalo Unerico nel 484; Cresconio, come tutti gli altri vescovi cattolici africani, fu condannato all'esilio. Morcelli, Toulotte e Jaubert attribuiscono a questa sede anche Zosimo, che partecipò al concilio indetto nel 256 a Cartagine da san Cipriano per discutere il problema della validità del battesimo amministrato dagli eretici; secondo Mesnage invece, questo vescovo apparterrebbe alla diocesi di Tarasa di Bizacena.
Dal 1933 Tarasa di Numidia è annoverata tra le sedi vescovili titolari della Chiesa cattolica; dal 3 maggio 2004 il vescovo titolare è Artur Grzegorz Miziński, vescovo ausiliare di Lublino.

## Cronotassi

### Vescovi
- Zosimo ? † (menzionato nel 256)
- Cresconio † (menzionato nel 484)

### Vescovi titolari
- Urbain Etienne Morlion, M.Afr. † (11 luglio 1939 - 10 novembre 1959 nominato vescovo di Baudouinville)
- Antonino Pinci † (31 ottobre 1961 - 16 agosto 1987 deceduto)
- Luis del Castillo Estrada, S.I. (9 aprile 1988 - 21 dicembre 1999 nominato vescovo di Melo)
- Artur Grzegorz Miziński, dal 3 maggio 2004